# Йозеф Освалд фон Атемс
Йозеф Освалд фон Атемс (на немски: Joseph Oswald von Attems; * 10 януари 1679, Лучинико или в Гориция/Гьорц; † 4 май 1744, Марбург, Щирия) от графския род Атемс, е княжески епископ на Лавант в Словения (1724 – 1744).

## Произход и духовна кариера
Той е син на граф Юлиус Антон фон Атемс (1652 – 1681) и съпругата муфрайин Анна Мария фон Кюенбург (1653 – 1724). Внук е на имперския граф Максимилиан Франц фон Атемс (1629 – 1663), фрайхер на Хайлигенкройц, и фрайин Анна Клара фон Кампана (1632 – 1663). Правнук е на Фердинанд фон Атемс (1603 – 1634), станал имперски граф и фрайхер на Хайлигенкройц на 6 септември 1630 г., и съпругата му графиня Ломбарда фон Турн-Валзасина-Хофер (ок. 1607 – 1680).
Йозеф Освалд става каноник и на 30 ноември 1702 г., на 23 години, свещеник в Залцбург в Австрия. На 20 февруари 1724 г. е избран за епископ на Лавант, Словения, и е помазан на 24 февруари 1724 г. Започва службата си на 25 февруари 1724 г. като епископ на Лавант. Той умира на 4 май 1744 г. на 65 години в Марбург в Щирия.
Той е роднина на Ернст Готлиб фон Атемс (1694 – 1757), епископ на Любляна/Лайбах, Карл Михаел фон Атемс (1711 – 1774), архиепископ на Гориция и принц на Свещената Римска империя, и на Отокар Мария фон Атемс (1815 – 1867), епископ на Зекау.